# Höhere land- und forstwirtschaftliche Schule
Die Höhere land- und forstwirtschaftliche Schulen (HLFS) sind im Bildungssystem in Österreich einige Schulen für Agrarberufe, die dem Unterrichtsministerium und Land- und Forstwirtschaftsministerium direkt unterstellt sind.

## Geschichte und Stellung im Bildungssystem
Die Unterscheidung dieser Schulen ist historisch, sie werden nicht vom Landes- oder Stadtschulrat, sondern vom zuständigen Ministerium verwaltet. Durch diesen gegebenen Sonderstatus werden die Schulen unter der Gruppe der Zentrallehranstalten (ZLA) geführt. Sie sind im Land- und forstwirtschaftlichen Bundesschulgesetz, BGBl. Nr. 175/1966 geregelt.
Die Agrarberufe sind außerdem durch ein eigenes Gesetz geregelt, das Land- und forstwirtschaftliche Berufsausbildungsgesetz.

## Höhere land- und forstwirtschaftliche Schulen
Höhere land- und forstwirtschaftliche Schulen sind:
- Höhere Bundeslehranstalt für Land- und Ernährungswirtschaft Pitzelstätten, Schloss Pitzelstätten in Klagenfurt, Kärnten
- Höhere Bundeslehranstalt für Land- und Ernährungswirtschaft Sitzenberg, Sitzenberg-Reidling, Niederösterreich
- Höhere Bundeslehranstalt für Land- und Ernährungswirtschaft Elmberg, Linz, Oberösterreich
- Höhere landwirtschaftliche Bundeslehranstalt St. Florian, St. Florian bei Linz, Oberösterreich
- Höhere Bundeslehranstalt für Landwirtschaft Ursprung, Elixhausen, Salzburg
- Höhere Bundeslehranstalt für Forstwirtschaft Bruck an der Mur, Bruck an der Mur, Steiermark
- Höhere Bundeslehr- und Forschungsanstalt in Tirol für Landwirtschaft und Ernährung sowie Lebensmittel- und Biotechnologie, Schulstandort Kematen in Tirol, Forschung in Rotholz
- Höhere Bundeslehr- und Forschungsanstalt Raumberg-Gumpenstein für Landwirtschaft und Umwelt Raumberg, Irdning-Donnersbachtal

Die Schüler der HLFS sind auch in der Zentrallehranstaltenschülervertretung (ZSV) vertreten.